# Burnin' (The Wailers)
Burnin' è il sesto e ultimo album del gruppo reggae giamaicano The Wailers (ma il secondo a essere pubblicato per il mercato internazionale), pubblicato nel 1973, dopo il quale si sciolsero e il nome del gruppo fu cambiato in Bob Marley & the Wailers.
Contiene alcuni dei brani più famosi del gruppo, come Get Up, Stand Up, divenuto l'inno di Amnesty International, e I Shot the Sheriff.

## Descrizione
Fu il secondo album dei Wailers pubblicato a livello internazionale, contribuendo in maniera decisiva a far conoscere il reggae nel mondo, in particolare in Inghilterra e negli Stati Uniti. Tuttavia Peter Tosh e Bunny Wailer non accettavano il ruolo che si era via via delineato di Marley come leader del gruppo, inoltre non sentivano abbastanza valorizzate le loro composizioni (tre di esse furono escluse dalla versione finale dell'album per decisione del produttore Chris Blackwell), così decisero, poco dopo la pubblicazione dell'album, di abbandonare il gruppo e proseguire con carriere soliste. Da quel momento Marley e i membri rimasti della band presero il nome di Bob Marley & the Wailers.

## Accoglienza

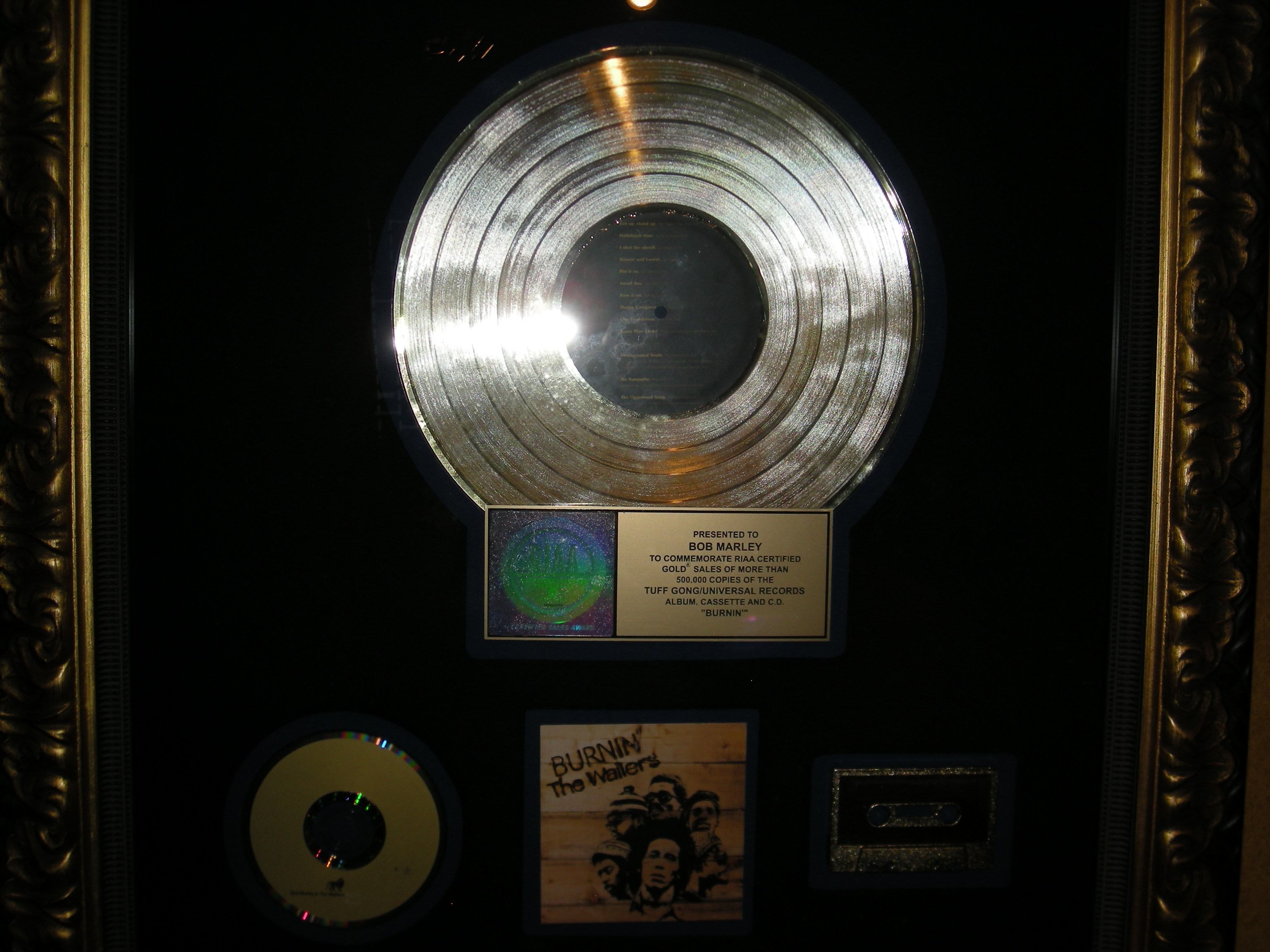
Il disco d'oro statunitense di Burnin a Nine Mile, in Giamaica

È il primo successo di Bob Marley negli Stati Uniti, dove sarà certificato disco d'oro e in seguito inserito nel National Recording Registry dalla Biblioteca del Congresso come opera da preservare per i posteri.

## Tracce
Testi e musiche di Bob Marley, eccetto dove indicato.
1. Get Up, Stand Up – 3:15 (Bob Marley, Peter Tosh)
2. Hallelujah Time – 3:27 (Bunny Wailer[5])
3. I Shot the Sheriff – 4:39
4. Burnin' and Lootin' – 4:11
5. Put It On – 3:58
6. Small Axe – 4:00
7. Pass It On – 3:32 (Bunny Wailer[5])
8. Duppy Conqueror – 3:44
9. One Foundation – 3:20 (Peter Tosh)
10. Rastaman Chant – 3:43 (Tradizionale)

### Tracce bonus
Alcune edizioni dell'album hanno tracce bonus:
1. Reincarnated Souls – 4:01 (Bunny Wailer)
2. No Sympathy – 3:08 (Peter Tosh)
3. The Oppressed Song – 3:16 (Bunny Wailer)

## Formazione
- Bob Marley - chitarra, voce
- Peter Tosh - chitarra, organo, pianoforte, voce
- Bunny Wailer - bongo, congas, voce
- Aston Barrett - basso, chitarra
- Carlton "Carlie" Barrett - batteria
- Earl Lindo - tastiere
- Alvin Patterson - percussioni

## Classifiche
| Classifica (1975) | Posizione massima |
| ----------------- | ----------------- |
| Stati Uniti       | 151               |
| Stati Uniti (R&B) | 41                |